# Tuta, Bacău
Tuta (în maghiară Diószeg, în trecut Diószeg) este un sat în comuna Târgu Trotuș din județul Bacău, Moldova, România.

## Etimologie
Denumirea veche a așezării, Diószeg, provine din limba maghiară de la dió „nuc” și szeg „colț, unghi, colțișor”, care descrie un colț împădurit de nuci. Denumirea a fost menționată astfel și în documente românești. Statisticile parohiei Grozești foloseau denumirea Diószeg, apărând sub acest nume și la 8 octombrie 1823.
Ulterior a apărut numele oficial românesc de Tuta, unde tut/-ă figurează în Dicționar onomastic romînesc de Nicolae A. Constantinescu cu înțelesul de „tont”, „mut”.

## Amplasament
Satul se află pe malul drept al râului Trotuș, la sud-est de Târgu Trotuș, fiind separat de fostul oraș de râu și albia minoră iar în partea opusă de versantul Bomyú. Se află la o distanță de 5–6 km de Onești. Există acces din Târgu Trotuș pe un pod care traversează râul și din satul Pârgărești pe o culme înaltă numită Csícsojka.
Intrarea în sat este evidențiată de un indicator rutier ce conține numele românesc, o urare în limba română, Drapelul României și Drapelul Europei, lipsind numele și urarea în limba maghiară. Astfel, acest fenomen este văzut de profesorul Petteri Laihonen de la Universitatea din Jyväskylä⁠(en)[traduceți] ca fiind o accentuare simbolică asupra identității și limbii românești, tipic pentru satele ceangăiești din regiunea Moldovei dar rar întâlnit în satele maghiare din regiunea Transilvaniei.

## Istoric
Satul își are originea la începutul secolului al XVIII-lea, unde locuitorii proveneau din așezările învecinate, precum și satele din scaunele Háromszék⁠(hu)[traduceți] (Trei Scaune) și Csíkszék (Ciuc). Se mai presupune că a fost înființat la începutul secolului al XIX-lea sau în a doua jumătate a secolului al XVII-lea până la mijlocul secolului al XIX-lea.
A fost filială a parohiei Grozești până în anul 1814, când a fost transferată la parohia Trotuș. Elek Gegő⁠(hu)[traduceți] a menționat în 1838 Diószeg ca filială a parohiei Trotuș.
În sat a fost atestată existența unei femei acuzate de vrăjitorie în 1744 la Debrecen pe nume Sámuel Szathmári, născută la Nagyenyed (Aiud), căsătorită la Kolozsvár (Cluj), părăsită de soț și mutată în Nagybánya (Baia Mare) și ulterior Diószeg, câștigându-și traiul din moșit și vindecări. S-a întors în Debrecen, unde a fost denunțată de breasla moașelor din oraș pentru acte de vrăjitorie și a necunoașterii unui minim de informații despre meseria moșitului, fiind condamnată la flagelare cu 24 de lovituri de vergi de instanța de judecată și i s-a interzis accesul în Debrecen.
În urma vizitei lui János Jerney⁠(hu)[traduceți] în zona Moldovei între 1844 și 1845, în cartea acestuia „Keleti utazása a' magyarok' őshelyeinek kinyomozása végett 1844 és 1845” (1851) a menționat satul Diószeg ca parte din Ținutul Bacăului, ocolul Trotuș, moșie a lui Stefanesko Vazul, cu o populație de 250 de locuitori catolici de origine secuiască maghiară, la o distanță de jumătate de oră de biserica catolică din Trotuș. Potrivit delegației bisericești trimisă în Moldova în numele Societății „Szent László” compusă din Veszely, Imets și Kovács, o nouă biserică în Trotuș a fost construită în 1844. La nivelul anului 1868, din cauza deficitului de preoți, parohia Trotuș era pastorată de parohul din Grozești.
În contextul reformei agrare din 1864, locuitorilor li s-a atribuit pământ.
Potrivit parohului de Pârgărești în 1974, clopotul de 50 kg din biserica din Pârgărești, turnat în anul 1009, provenit din Trotuș, a fost îngropat în vecinătatea satului Diószeg în timpul unei incursiuni a tătarilor în zonă. Ferenc Pozsony⁠(hu)[traduceți] a menționat că acest artefact a fost distrus intenționat la sfârșitul secolului al XX-lea prin topire și fabricarea unui clopot pentru noua biserică.
În Dicționarul geografic al județului Bacău (1895) al Ortensiei Racoviță, satul, numit Tuta, figura în comuna Bogdănești alături de Bahna, Fabrica de Sticlă, Nicorești, Pârgărești, Satu Nou, Tisești și reședința Bogdănești. Se afla la o depărtare de 4 620 m de Bogdănești și 3 000 m de gara Onești. Tot în dicționar s-a menționat existența unei biserici catolice, clădită în 1866 de locuitori, a unei cârciumi iar animale: 127 de cai, 160 de vite și 35 de porci proprii. S-a specificat, de asemenea, că în anul 1890 niciunul dintre cei 53 de copii de vârstă școlară din sat nu frecventa școala românească.
Biserica din anul 1866 a fost construită lângă actuala casă a preotului, din lemn, având o lungime de 13 m, lățime de 6 m și o înălțime de 3 m, fiind considerată de dimensiuni mici.
În anul 1922 a început construcția noii biserici, din piatră și cărămidă, care a fost sfințită în anul 1926 cu hramul Regina Sfântului Rozariu. În anul 1929 era încă neterminată. De la vechiul lăcaș au fost mutate doar statuile Sfântului Francisc și Sfântului Anton.
Pál Péter Domokos a declarat în urma celor văzute personal în sat în timpul călătoriilor acestuia în perioada 1929–1931:
„În Diószeg (Tuta) am urmărit sfârșitul rozariului. Am mers acolo de la Onești pe jos, pe sub cruce. Ajunși acolo, am intrat în biserica nou construită, neterminată, fără ferestre. Imediat ce am intrat în biserică, Cipolloni, preotul paroh din Trotuș, care este și parohul din Diószeg. După rugăciunile în latină, a pus întrebările obișnuite: «Vrei să te botez?» etc. în limba română, deși Diószeg este un sat complet maghiar, unde oamenii nu vorbesc limba română. După introducere, preotul paroh a condus o procesiune până la o cruce din sat, în timpul căreia s-a cântat litania Tuturor Sfinților în limba maghiară. Ajungând la cruce, preotul și apoi tot poporul a îngenuncheat. După o scurtă tăcere, s-a cântat «Tatăl nostru», iar apoi totul a fost în limba română, cu excepția textului latin al slujbei, inclusiv predica. La finalul predicii sale despre rozariu, preotul predicator a cerut credincioșilor bani pentru biserica neterminată. «Dați», a spus el, «după averea voastră, pentru casa neterminată a lui Dumnezeu, pentru că donațiile voastre vor fi scrise în cărțile cerești și vor fi numărate la sfârșitul vieții voastre». În timpul slujbei, preotul paroh a strâns banii cu o cruce într-o mână și o farfurie în cealaltă. Trebuie să precizez că nici enoriașii din Diószeg, nici cei din Onești nu pot comunica cu preotul lor care nu vorbește limba maghiară și, prin urmare, nu se pot spovedi la el.”—Pál Péter Domokos

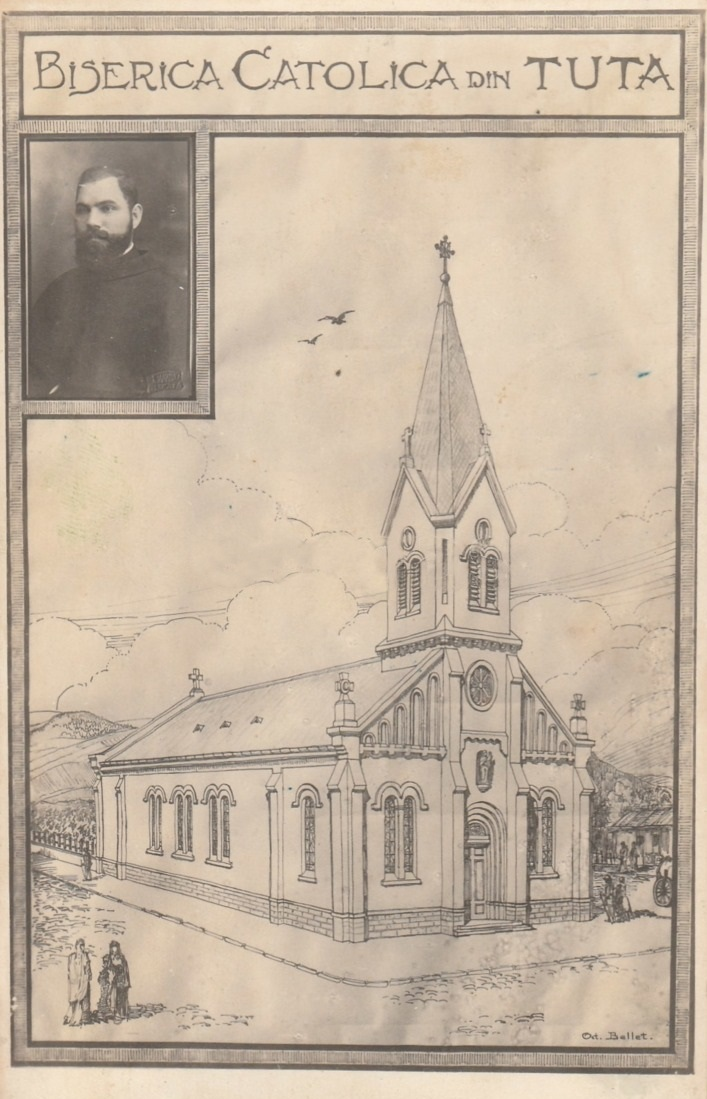
Schița bisericii romano-catolice cu hramul „Sfânta Fecioară Maria, Regina Rozariului”, înainte de construcție. În colțul din stânga-sus apare Gheorghe Lenghen, preot la Tuta în timpul construcției lăcașului.

Sărbătoarea de Paști este cel mai important eveniment religios la ceangăi, astfel până la mijlocul secolului al XX-lea s-a păstrat tradiția ca băieții tineri din satele de origine secuiască ca Diószeg (Tuta), Bahna, Nicorești, Pârgărești, Târgu Trotuș și Satu Nou să viziteze casele cu fete necăsătorite în Lunea Luminată (în maghiară vizbeveto hétfo) pentru a le rosti versuri de salut în maghiară și a le stropi cu crengi de busuioc îmbibate în apă, primind în schimb ouă încondeiate. Înainte, obiceiul consta în stropirea cu apă din vase din lemn și oale, având cel mai probabil o semnificație veche legată de fertilitate și frumusețe. În prezent, tradiția nu se mai practică, prevalând jocurile și dansurile colective în aer liber.
Costumele și broderia populară au fost abandonate încă din anii 1970, fiind puse la păstrare de locuitori. În expediția din 1972, László Gazda⁠(hu)[traduceți] a semnalat că nu se mai purta costumul popular nici în zilele de duminică. Acesta a reușit să culeagă legenda „Vadleány Lika”. În același an existau aproximativ 400 de case, iar populația integral din ceangăi maghiari. Locuitorii, alături de cei din Valea Rea, se lăudau că nu sunt români în sat și că, în trecut, au venit mai înainte de românii (din împrejurimi). Dintre informatorii lui Gazda despre localitate au fost János Imre (credință populară), Pista Farkas (vârsta de 60 de ani), Gyuri Lengyel (45 de ani, cântec popular), Ilona Lengyel (costum popular), János Imre (nume de locuri și legende legate de numele locurilor).
Din anul 1987 a devenit parohie independentă.
În anul 2000 a fost construit Drumul Crucii cu 14 stații și o lungime de 1,5 km, pe dealul numit Hetas. În cel mai înalt punct unde se termină există o cruce cu o înălțime de 7 metri, care este iluminată pe timp de noapte.
În ultimii ani (înainte de 2005), au fost construite în sat 3 grote mici închinate Mariei de Lourdes și o nouă sacristie în fața altarului.
Locuitorii vorbesc un grai ceangăiesc asemănător cu dialectul secuiesc, aparținând zonei și respectiv grupului de ceangăi de origine secuiască. În privința nivelului de cunoaștere a limbii maghiare, în urmă cu câteva decenii starea limbii era considerată de Vilmos Tánczos destul de bună, însă tot acesta a descoperit că în prezent doar generația de mijloc superioară mai vorbește limba corect și fără dificultăți.
În anul 2008 a început învățământul extrașcolar în limba maghiară iar în anul 2010 a fost renovată Casa Maghiară unde aceste cursuri sunt ținute. Potrivit unor cadre didactice în 2016, în sat locuiau aproximativ 350–400 de copii, însă cursurile erau frecventate de aproximativ 45 de copii, în timp ce iarna de 55–70, cu ocazia sărbătorilor. De asemenea, tot cadrele didactice susțin că generațiile tinere nu cunosc istoria propriei așezări sau tradițiile și există copii care nu conștientizează identitatea ceangăiască sau o recunosc cu jenă, întrucât la școala de stat și biserică li se spune că sunt români. În același timp apare un fenomen de stigmatizare în privința emigrației sau turismului în Ungaria.

### Demografie
În Schematismul Misiunii din 1850 figura ca Dioesch, cu 246 de locuitori, toți romano-catolici dar fără biserică.
În 1868, Ferenc Kovács⁠(hu)[traduceți] a menționat satul, numit Tuta, ca fiind o filială importantă a Trotușului, cu 280 de locuitori romano-catolici maghiari.
Potrivit Dicționarului geografic al județului Bacău (1895) al Ortensiei Racoviță, existau 73 de capi de familie și 371 de locuitori, menționați „toți Unguri”.
În lucrarea Jahresbericht des Instituts für rumänische Sprache (1902), profesorul din Leipzig Gustav Weigand a relatat călătoria sa de studii din perioada 1894–1902 în capitolul Fremde Elemente in der Moldau, unde a găsit în Tuta 90 de case cu locuitori secui.
Potrivit lui Karl Auner, în 1908 Diószeg avea 364 de locuitori romano-catolici.
Pál Péter Domokos a menționat un număr de 311 locuitori de etnie maghiară. În timpul expedițiilor acestuia din anii 1929 și 1931 a găsit 135 de familii maghiare.
La recensământul din 1992, 1 935 dintre locuitorii din 1 949 erau romano-catolici, iar conform cercetărilor ulterioare ale lui Vilmos Tánczos, 1 700 de persoane încă vorbeau limba maghiară.
În anul 2005, satul avea 660 de familii și 2 145 de locuitori romano-catolici.
|  | Graficele sunt indisponibile din cauza unor probleme tehnice. Mai multe informații se găsesc la Phabricator și la wiki-ul MediaWiki. |

Date: Recensăminte sau birourile de statistică - grafică realizată de Wikipedia

### Economie
În materie de economie, transportul a jucat un rol important în trecut, lucru explicat de numărul mare de cai în sat. De asemenea, cel mai probabil locuitorii s-au ocupat și de exploatarea ocnelor de sare de la Târgu Ocna. În prezent, se practică agricultura intensivă și comercializarea legumelor în piețele din Onești și Târgu Ocna.
Există o altă categorie de forță de muncă care lucrează în sat sau în cel mai apropiat oraș, bărbații ca zidari sau femeile drept croitorese. Mai există bărbați care lucrează în străinătate în țări precum Ungaria, Germania și Italia.